# Laurent Ruffié
Laurent Ruffié est un écrivain et poète français d'expression occitane (21 mai 1921 à Lacroix-Falgarde - 23 décembre 2003 à Lacroix-Falgarde).

## Biographie
Il fit ses études secondaires au collège Malaret à Toulouse. Il continua ses études supérieures à l'Institut catholique de Toulouse.
Il fut maire de Lacroix-Falgarde de 1965 à 1971.
Ses œuvres ont été écrites en occitan et traduites en français par Germaine Ruffié (son épouse). La particularité de ses ouvrages est la publication dans les deux langues permettant une initiation à l'occitan.
Il entre au Félibrige en 1973. En 1975, il emporte 4 premiers prix aux Jeux floraux de l'Escolo deras Pireneos] et reçoit le titre de maître en Gai-Savoir du Félibrige. En 1983, il est nommé Mestre d'obro du Félibrige à la Sainte Estelle d'Espalion. En 1992, il est élu Majoral du Félibrige (Cigalo de Gascougno) pour la Sainte Estelle de Mende.
Il est décédé à l'âge de 83 ans.

## Œuvres
- Les Contes de Pifano, 1990
- Martranel cent ans i a..., 1996. Ce livre raconte la vie, les travaux et les jours à la fin du XIXe siècle dans un petit village situé aux confins du pays toulousain et du comté de Foix
- Les garrabiers en flors, 1998
- Les contes de l'ase gris (non publié)